# Harvardska arhitektura
Harvardska arhitektura je dobila ime po američkom sveučilištu Harvard prilikom izgradnje računala Harvard Mark I. Osnova harvardske računalne arhitekture je podjela glavne memorije (memorije) na dvije cjeline: jedna memorija je odvojena za izvršne instrukcije (program), dok je druga memorije predodređena za spremanje podataka. Za usporedbu kod von Neumannove arhitekture se koristi ista memorija i za procesorske instrukcije i za podatke.